# Fonte das Pedreiras
A fonte das Pedreiras, também conhecida como fonte da Preguiça e fonte do Contorno, é um fontanário situado na avenida Contorno, no bairro do Comércio, em Salvador, capital do estado brasileiro da Bahia. Originário do século XVI, é um dos mais antigos fontanários da cidade, situado próximo ao então Convento de Santa Tereza e à Ladeira da Preguiça. Foi muito utilizado para o abastecimento das pequenas e médias embarcações, também sendo muito frequentada pelos moradores da Cidade Baixa, região de Salvador que se estende dali até à península de Itapagipe. Encontra-se como estrutura histórica tombada pelo Instituto do Patrimônio Artístico e Cultural da Bahia (IPAC), órgão do governo do estado da Bahia, sob o Decreto n.º 30.483/1984.
Sendo uma das mais antigas fontes da cidade, cronistas e viajantes em passagem por Salvador já faziam menção a esse aguadouro em seus relatos de viagens, alguns apontando para a qualidade da água aí encontrada, observação refutada mais tarde por Luis dos Santos Vilhena em A Bahia do Século XVIII. Em 1851 o conselheiro e senador do Império Francisco Gonçalves Muniz reedificou a fonte. Esta aparenta ter sido a única reforma ocorrida, muito embora, em 1887, a municipalidade soteropolitana tenha ordenado a limpeza e restauração das fontes existentes na cidade.
A fonte das Pedreiras é formada por galerias de captação e reservatório coberto, de planta retangular. Seu frontispício é formado por dois cunhais apilastrados, que suportam um frontão triangular, em estilo neoclássico. Uma placa em mármore fixada indica uma reforma em 1851. Possui quatro bicas inferiores, em cantaria de arenito, duas superiores com a provável função de "ladrões". A bacia é de formato quadrangular e está situada em nível inferior à rua.